# Чернохвостая козобородка
Чернохвостая козобородка (лат. Upeneus moluccensis) — вид  лучепёрых рыб из семейства барабулевых (Mullidae). Широко распространены в Индо-Тихоокеанской области. Через Суэцкий канал проникли в Средиземное море. Максимальная длина тела 22 см. Морские придонные рыбы.

## Описание
Тело удлинённое, несколько сжато с боков, высота тела укладывается 3,5—4 раза в стандартную длину тела; по мере роста рыб относительная высота тела увеличивается.  Длина рыла в 2,45—2,75 раза короче длины головы. Два длинных подбородочных усика, окончания которых не достигают заднего края предкрышки; их длина укладывается 1,55—2,1 раза в длину головы. Рот небольшой, на обеих челюстях щетинковидные зубы расположены узкой полосой, есть зубы на нёбной кости и сошнике. На верхней половине первой жаберной дуги 7—9 жаберных тычинок, а на нижней 19—22 (общее количество 26—30). Два спинных плавника разделены заметным промежутком. В первом спинном плавнике 8 жёстких лучей (первая колючка очень маленькая). Во втором спинном плавнике 9 мягких лучей, второй и третий лучи самые длинные. В анальном плавнике 1 колючий и 7 мягких лучей. В грудных плавниках 15—17 (обычно 16) мягких лучей. Хвостовой плавник раздвоенный. В боковой линии 33—35 чешуй. Тело покрыто крупной чешуёй, нет чешуи на боках рыла, есть мелкая чешуя на основаниях второго спинного и анального плавников. Между основаниями спинных плавников умещается 5½ чешуй. Вдоль верхнего края хвостового стеля 12—13 чешуй .
Голова и спина коричнево-красные или ярко-красные, бока тела и брюхо белые. Широкая ярко-жёлтая полоса проходит от верхней части орбиты глаза вдоль всего тела над боковой линией до хвостового плавника. Оба спинных плавника жёлтого цвета с тремя красными горизонтальными полосками. Грудные плавники бесцветные, брюшные плавники желтоватые. Верхняя лопасть хвостового плавника беловатая с 5—8 тёмно-красными косыми тонкими полосками; на нижней лопасти нет полос, за исключением верхнего края с полосой, которая является продолжением полосы с верхней лопасти. Подбородочные усики от белого до розового цвета. Брюшина коричневая или тёмно-коричневая.
Максимальная длина тела 22 см, обычно до 18 см. Продолжительность жизни до 5 лет. 

## Биология
Морские придонные рыбы. Обитают в прибрежных водах над песчаными и илистыми грунтами на глубине 10—150 м. Образуют небольшие скопления. Питаются бентосными организмами, находя добычу с помощью чувствительных подбородочных усиков. В составе рациона преобладают ракообразные, по мере роста возрастает доля рыб.
В Средиземном море впервые созревают  в возрасте одного года при длине тела 10 см. Нерестятся с конца июля до сентября. Диаметр зрелых икринок 0,3—0,4 мм. Икра и личинки пелагические. Переходят к придонному образу жизни при длине тела 4—5 см .

## Ареал
Чернохвостая козобородка широко распространена в Индо-Тихоокеанской области от Красного моря вдоль восточного побережья Африки, включая Мадагаскар и Сейшельские острова до Новой Каледонии. В западной части Тихого океана встречается от юга Японии до юга Австралии. Через Суэцкий канал проникли в Средиземное море, где стали довольно многочисленными.

## Хозяйственное значение
В большинстве областей чернохвостая козобородка имеет небольшое промысловое значение, хотя иногда в качестве прилова попадается в больших количествах. У города Вишакхапатнам (юго-восточная Индия) уловы данного вида в 2000-х годах составляли до 18% от общего вылова барабулевых. В Средиземном море является важным промысловым объектом. Ловят разноглубинными тралами. Реализуется в свежем виде.